# 馮巍
馮巍，中國政治人物，曾經擔任香港中聯辦研究部副部長，國務院港澳事務辦公室副主任。早年就讀北京大學法律學院，後來前往倫敦政治經濟學院、香港大學和香港城市大學進修，並且獲得法學碩士。